# Miloš Budin
Miloš Budin (Sgonico, 31 ottobre 1949) è un politico italiano, appartenente alla minoranza linguistica slovena.

## Biografia
Laureato in lettere e filosofia, professore di storia, lingua e letteratura slovena in varie scuole medie superiori, è stato membro della direzione regionale del Friuli-Venezia Giulia per il Partito Comunista Italiano. Assessore comunale e sindaco del paese natio per molti anni, nel 1988, nel 1993 e nel 1998 è stato eletto nel Consiglio regionale e dal 1993 al 2001 ne è stato Vice Presidente.
Aderente ai Democratici di Sinistra è stato un esponente del cosiddetto "Correntone". Eletto senatore nel 2001, al termine delle elezioni politiche del 2006 ottiene un seggio alla Camera, risultando vincitore nella circoscrizione Friuli-Venezia Giulia.
Dal 18 maggio del 2006 fa parte del secondo governo Prodi in qualità di sottosegretario alle Politiche europee ed al commercio internazionale: diventa così il primo membro della comunità slovena a far parte di un esecutivo italiano.
Alle elezioni politiche 2008 non è più stato ricandidato al Parlamento dal Partito Democratico. Esponente della minoranza slovena al Senato fu eletta Tamara Blažina.